# 王璋 (台灣)
王璋（？—？），字昂伯，台灣縣（今台南市）人 ，南明政治人物王忠孝姪孫，清代官員。曾於康熙三十二年（1693年）中舉，後擔任雲南宜良縣知縣，官至監察御史。

## 生平
王璋原為弟子員，康熙三十二年（1693年）鄭基生榜舉人。康熙三十四年（1695年）巡道高拱乾修《臺灣府志》，聘其擔任分修。後任雲南宜良縣知縣，任內勤政愛民，深受縣民愛戴。正當他因母親過世即將離職時，數千名百姓趕往雲南巡撫處求情，希望能讓王璋留下，王璋見狀便換上素服抄捷徑離開。守喪期滿後擔任湖廣房縣知縣，後升任主事，遷監察御史，卒於任內。